# Trahom
Trahom (starogrčki: τράχωμα, „grubo oko“, ,,hrapavo oko“) zarazna je bolest oka, te vodeći uzrok zarazne sljepoće u svijetu. Na svijetu 84 milijuna ljudi pati od aktivne infekcije, a skoro 8 milijuna ljudi su oslabljenog vida od posljedica ove bolesti. Globalno ta bolest dovodi do značajnog invaliditeta. 

## Uzroci
Uzročnik trahoma je bakterija Chlamydia trachomatis. Trahom se prenosi izravnim kontaktom sa sekretima oka, nosa te grla zaraženih osoba, odnosno kontaktom s predmetima koji su došli u dodir s tim sekretima, kao što su npr. ručnici. Muhe mogu također sudjelovati u prijenosu bolesti.
Neliječena i ponavljajuća infekcija trahoma može rezultirati pojavom entropija-izvrtanja kapka prema unutra, što dovodi do grebanja trepavica po površini rožnice. Djeca su najosjetljivija na infekciju zbog toga što se lako zaprljaju i dođu u kontakt s bakterijom, ali teži simptomi ili slijepoća često se ne razviju do odrasle dobi. 
Slijepoća uzrokovana endemskim trahomom javlja se u područjima sa slabom osobnom i obiteljskom higijenom. Mnogi faktori su povezani s prisutnošću trahoma uključujući i manjak vode, nedostatak sanitarnog čvora, siromaštvo, muhe, blizina stoke, prenapučenost i slično. Međutim, najznačajniji put prijenosa trahoma čini se da je slaba higijena djece koja olakšava čestu razmjenu inficiranog očnog sekreta s jednog djeteta na drugo. Trahom se najčešće prenosi unutar obitelji.

## Znakovi i simptomi
Vrijeme inkubacije C. Trachomatis je od 5 do 12 dana, nakon čega zaražena osoba razvije simptome konjunktivitisa i iritaciju oka. Slijepoća rezultira iz više epizoda infekcije koje održavaju stalnu intenzivnu upalu očne spojnice-konjunktive. Bez reinfekcije, upala se postupno povlači.
Upala konjunktive naziva se "aktivni trahom" i obično se susreće u djece, osobito predškolske. Ona se odlikuje bijelim kvržicama na unutrašnjoj strani gornjeg kapka (konjunktivni folikuli ili limfoidni germinalni centri) te nespecifičnom upalom konjunktive. Folikuli se mogu pojaviti i na spoju rožnice i bjeloočnice. Oko je u aktivnom trahomu često nadraženo te se može pojaviti vodenasti iscjedak. Ako se dogodi bakterijska sekundarna infekcija iscjedak postaje gnojan. 
Kasnije strukturne promjene trahoma se nazivaju "ožiljni trahom". Uključuju ožiljne promjene vjeđa (tarzalne konjunktive) što dovodi do poremećaja položaja vjeđe s njenim uvrtanjem prema očnoj jabučici i grebanjem trepavica po oku (trihijaza).  Trihijaza dovodi do zamućenja rožnice, a zatim do sljepoće. Linearni ožiljak prisutan u subtarzalnom sulkusu se zove Arltova linija (nazvan po Carlu Ferdinandu von Arltu). Krvne žile i ožiljčano tkivo (panus) mogu urasti u gornji dio rožnice. Zarasli konjunktivalni folikuli ostavljaju male praznine u panusu -  Herbertove jame. 
Daljnji simptomi su:
- iscjedak iz oka
- otečeni kapci
- trihijaza (trepavice izvrnute prema oku)
- oticanje limfnih čvorova ispred ušiju (preaurikularno)
- ožiljak rožnice
- daljnje komplikacije s uhom, nosom i grlom

Najvažnija komplikacija je ulkus rožnice kao posljedica trihijaze i bakterijske superinfekcije.  

## Stupnjevanje trahoma
1. McCallanova klasifikacija (1908.) Klinički tijek trahoma podijeljen u četiri faze:
| Faza 1 - Početni trahom | Faza 2 - Razvijeni trahom       | Faza 3 - Ožiljak                                   | Faza 4 - Inaktivni trahom               |
| ----------------------- | ------------------------------- | -------------------------------------------------- | --------------------------------------- |
| hiperemija konjunktive  | pojava zrelih folikula i papila | ožiljci konjunktive                                | bolest je izliječena ili nije primjetna |
| nezreli folikuli        | progresivni panus rožnice       | ožiljci se konjunktive jasno vide kao bijele pruge | sekvele i ožiljci uzrokuju simptome     |

2. SZO klasifikacija -Svjetska zdravstvena organizacija preporuča pojednostavljeni sustav stupnjevanja trahoma:
• 1. Trahomska upala, folikularna (TF) - Pet ili više folikula> 0,5 mm na gornjoj tarzalnoj konjunktivi 
• 2. Trahomska upala, intenzivna (TI) - papilarna hipertrofija i upalna zadebljanja gornje tarzalne spojnice koja prekrivaju   više od polovice dubokih tarzalnih žila
• 3. Trahomski ožiljak (TS) - Nazočnost ožiljaka u tarzalnoj spojnici. 
• 4. Trahomska trihijaza (TT) - Najmanje jedna urasla trepavica dodiruje očnu jabučicu.
• 5. Rožnična neprozirnost - zamućenje rožnice koje zaklanja dio zjeničnog ruba.

## Prevencija
Iako je trahom je eliminiran iz većine razvijenog svijeta u proteklom stoljeću, ova bolest perzistira u mnogim zemljama u razvoju, a posebno u zajednicama bez adekvatnog pristupa vodi i sanitarijama. Žene imaju tri puta veću vjerojatnost od muškaraca da oslijepe od trahoma upravo zbog svoje uloge staratelja obitelji.
Bez intervencije, trahom drži obitelj unutar kruga siromaštva jer se bolest i njezine dugoročne posljedice se prenose s jedne generacije na sljedeću. 
Nacionalne vlade u suradnji s brojnim neprofitnim organizacijama provode programe kontrole trachoma.  SZO preporučuje SAFE strategiju, koja uključuje: 
- -     - 1. Kirurgiju za ispravljanje posljedica uznapredovale bolesti;
    - 2. Antibiotike za liječenje aktivne infekcije (Zithromax –azitromicin doniran od strane Pfizer Inc. putem Međunarodne inicijative za trahom);[6]
    - 3. Promicanje čistoće lica da se smanji prijenos bolesti;
    - 4. Omogućavanje pristupa čistoj vodi i sanitarijama.

- 1. Kirurgija: za pacijente s trihijazom primjenjuje se bilamelarni tarzalni postupak rotacije koji usmjerava trepavice u suprotnom smjeru od očne jabučice. Rana intervencija je korisna jer je stopa recidiva trahoma viša u naprednijim stadijima bolesti.[7][8]

- 2. Antibiotska terapija: smjernice Svjetske zdravstvene organizacije preporučuju da cijela zajednica treba dobiti antibiotike kada je prevalencija aktivnog trahoma među djecom od jedne do devet godina veća od 10%.[9]

Godišnji tretman antibioticima trebalo bi provoditi naredne tri godine, nakon čega slijedi ponovna procjena prevalencije trahoma. Godišnji tretman treba provoditi dok prevalencija ne padne ispod 5%. Pri prevalenciji nižoj od 5% antibiotsko liječenje trebalo bi biti usmjereno na obitelji bolesnika.  
Primjena antibiotika:
Jedna oralna doza od 20 mg/kg ili lokalna primjena tetraciklina (1% mast za oči dva puta na dan kroz šest tjedana). Azitromicin je pogodan jer se primjenjuje u jedinstvenoj oralnoj dozi. Iako je skup obično se koristi kao dio međunarodih programa donacije koje organizira Pfizer putem Međunarodne inicijative za trahom. Azitromicin se može koristiti i u djece u dobi od šest mjeseci te tijekom trudnoće.
- 3. Čistoća lica: Djeca s vidljivim nosnim sekretom, sekretom iz oka, ili s učestalo prisutnim muhama na licu imaju barem dvostruko veći rizik od aktivnog trahoma od djece s čistim licima.[2]

Programi zdravstvenog odgoja koji promiču osobnu higijenu mogu značajno smanjiti učestalost aktivnih trahoma, posebno intenzivnog trahoma (TI). Ako je netko već inficiran održavanjem higijene lica smanjuje mogućnost reinfekcije.
- 4. Izmjene u okolišu: prisutnost čiste vode, kontrola broja muha, uporaba sanitarnih čvorova, zdravstvena edukacija i udaljavanje domaćih životinja od mjesta gdje borave ljudi mjere su koje smanjuju transmisiju C. Trachomatis.[2] Ove su se promjene pokazale kao značajan izazov za provođenje.

## Prognoza
Ako se ne liječi ispravno s antibioticima, simptomi mogu eskalirati i izazvati sljepilo, što je rezultat ulceracija i ožiljaka rožnice. Operacija također može biti potrebna za popravak deformacije očnog kapka. 

## Povijest
Bolest je jedna od najranijih primjećenih očnih infekcija, prepoznata već u Egiptu u 15. st. pr. Kr.
Prisutnost trahoma zabilježena je i u drevnoj Kini i Mezopotamiji.
Trahom je postao raširen kada su se ljudi preselili u prenapučena naselja ili gradove u kojima je higijena bila slaba. To je postao poseban problem u Europi u 19. stoljeću. Nakon egipatske kampanje (1798. – 1802.) i Napoleonskih ratova (1798. – 1815.), trahom je bio česta bolest u vojnika i širila se kada su se vojnici vraćali kući iz ratova. Stroge mjere za kontrolu su uvedene početkom 20. stoljeća, te je time smanjena rasprostranjenost trahoma u Europi, iako su slučajevi prijavljivani do 1950-ih. Danas većina oboljelih od trahoma živi u nerazvijenim i siromašnim zemljama u Africi, na Bliskom Istoku, i Aziji. 
U Sjedinjenim američkim državama Centar za kontrolu bolesti kaže: "Ne postoji nacionalni ili međunarodni nadzor za trahom. Sljepoća zbog trahoma eliminirana je iz Sjedinjenih američkih država. Posljednji slučajevi prijavljeni su u populacijama Indijanaca, te među boksačima, hrvačima i zaposlenima u drvnoj industriji (produljeno izlaganje kombinaciji znoja i piljevine često dovodi do trahoma). U kasnom 19. stoljeću i početkom 20. stoljeća, trahom je bio glavni razlog za deportaciju imigranata. “ 
Godine 1913., predsjednik Woodrow Wilson izdvojio je sredstva za iskorjenjivanje bolesti. 
Doseljenici koji su ulazili u SAD kroz Otok Ellis, New York morali su biti pregledani da se isključi postojanje trahoma. Do kasnih 1930-ih oftalmolozi prijavljuju uspjeh u liječenju trahoma sulfonamidom.
Godine 1948., Vincent Tabone (koji je kasnije postao predsjednik Malte) preuzeo je nadzor nad kampanjom za liječenje trahoma na Malti -  tabletama i kapima sulfonamida.
Iako 1950-ih, trahom gotovo nestaje iz industrijaliziranog svijeta, zahvaljujući poboljšanim uvjetima života, on i dalje predstavlja velik problem zemljama u razvoju. Epidemiološke studije su provedene 1956. – 1963. u sklopu  “Trachom Control Pilot” projekta u Indiji.
Ta bolest ostaje endemska u najsiromašnijim područjima Afrike, Azije i na Bliskom istoku te u nekim dijelovima Latinske Amerike i Australije. Trenutačno, 8 milijuna ljudi pate od oslabljenog vida kao rezultata trahoma, a 84 milijuna pate od aktivne infekcije. 
Od 54 zemlje koje SZO navodi kao zemlje u kojima još uvijek ima sljepoće uzrokovane trahomom, Australija je jedina razvijena. Ondje se trahom pojavljuje u Aboridžinskim zajednicama s lošim životnim uvjetima.